# Agrostis monandra
Agrostis monandra é uma espécie de gramínea do gênero Agrostis, pertencente à família Poaceae.